# 형명사야
《형명사야》(중국어 간체자: 刑名师爷, 정체자: 刑名師爺, 병음: Xíng míng shī yé 싱밍스예[*])는 중국의 텔레비전 드라마이다.

## 등장 인물
- 우치룽(吳奇隆) : 단평(段平) 역
- 곽건화(霍建華): 맹천초(孟天楚) 역
- 허줘옌(何琢言) : 하봉의(夏鳳儀) 역
- 왕문걸(王文杰) : 신격(辛格) 역
- 비위니(费伟妮) : 비연(飛燕) 역
- 방주파(方舟波) : 서해인(徐海麟) 역